# Malurus cyaneus
El maluro soberbio o ratona australiana azul (Malurus cyaneus) es una especie de ave paseriforme de la familia Maluridae endémica del sureste de Australia y Tasmania. 

## Descripción
Presenta un marcado dimorfismo sexual. El macho en la época de cría tiene la frente y los auriculares de un brillante y llamativo azul, el resto de la cabeza con una máscara negra y una garganta negra o azul marino.

## Taxonomía
Se reconocen seis subespecies:
- M. c. cyaneus - Tasmania;
- M. c. samueli - isla Flanders (al sureste de Australia);
- M. c. elizabethae - isla King (al sureste de Australia);
- M. c. cyanochlamys - sureste de Australia;
- M. c. leggei - sur de Australia;
- M. c. ashbyi -  isla Canguro (al sur de Australia).

## Distribución
Endémico de Australia y más concretamente de su sureste.
Se ha adaptado bien al ambiente urbano y es común en Sídney, Canberra y Melbourne.

## Comportamiento
Es sedentario y territorial.
El maluro soberbio come principalmente insectos y suple su dieta con las semillas.